# Elsagate
El término Elsagate es un neologismo que hace referencia a la polémica que ha surgido alrededor de la existencia de vídeos marcados como aptos para niños en YouTube y YouTube Kids que no son apropiados para niños. La mayoría de vídeos bajo esta clasificación son conocidos por incluir violencia, sexo, incesto, fetiches, uso de drogas, alcohol, humor escatológico, suicidio y situaciones y actividades peligrosas o traumáticas.
En estos vídeos a menudo aparecen personajes famosos de series, películas u otros medios orientados a familias, sin permiso legal y en algunos casos utilizan crossovers. El término Elsagate está compuesto por el nombre Elsa (uno de los personajes de la película de animación de Disney Frozen, y que aparece frecuentemente en estos vídeos) y el sufijo -gate (que se utiliza en inglés para describir un escándalo). Sin embargo esta polémica también incluye canales de Youtube como Toy Freaks, en el que no aparecen personajes infantiles famosos sino niños de carne y hueso, y cuyos vídeos han sido relacionados con un presunto maltrato infantil.
La mayoría de vídeos del Elsagate son o bien vídeos de imagen real o extrañas animaciones digitales, aunque algunos canales también han subido vídeos que utilizan técnicas más elaboradas como plastimación. A pesar de las restricciones de edad de YouTube, debido a las etiquetas que utilizan, estos vídeos consiguen burlar los algoritmos que utiliza la plataforma para marcar contenido apto para niños y a veces incluso aparecen en YouTube Kids. Son además difíciles de moderar dada la inmensa cantidad de vídeos que contiene la plataforma. Para aparecer en los resultados de búsqueda y atraer la atención de los usuarios, emplean nombres de personajes famosos y palabras clave como "educación", "aprender colores", "canciones infantiles", etc. Estos vídeos también contienen anuncios, por lo que son lucrativos para sus creadores y para YouTube. A pesar de su contenido objetable y en muchas ocasiones confuso, muchos acumulan millones de reproducciones.
Han existido críticas a estos canales al menos desde 2016, pero la concienciación pública del fenómeno creció en 2017, cuando formó parte de una polémica más general acerca de la seguridad infantil en YouTube. Fue ese año cuando YouTube endureció sus políticas de contenido infantil, después de que varios medios de comunicación informaran de esta polémica. A finales de noviembre la plataforma comenzó a eliminar de forma masiva vídeos y canales categorizados como Elsagate, así como también otros vídeos infantiles y comentarios de usuarios relacionados con niños.
No obstante esto también se vería en los juegos de Internet para niñas pequeñas mayormente en juegos de doctor tales como los juegos de embarazadas, de dentista, de podología, etc.; hasta juegos en los que aparecían los personajes de series y películas para niños en situaciones explícitas. 

## Historia

### Inicios (2013-2017)
Se conoce de la existencia de canales Elsagate al menos desde 2013. En junio de 2016 The Guardian publicó un artículo acerca del canal Webs and Tiaras, creado en marzo del mismo año. Este canal, aparentemente canadiense, se había convertido en dos meses en el tercer canal más visto de Youtube, con aproximadamente mil setecientos millones de reproducciones. En el canal aparecían personas caracterizadas como personajes como Spider-Man, Elsa y el Joker llevando a cabo acciones extrañas y sin sentido. Los vídeos no contenían diálogo, aunque sí música de fondo. El artículo también mencionaba otros canales de YouTube prácticamente idénticos como Toy Monster, The Superheroes Life y The Kids Club.
En enero de 2017, un canal de un creador de contenido de YouTube vietnamita, Spiderman Frozen Marvel Superhero Real Life, bloqueó a sus suscriptores vietnamitas tras recibir quejas de padres acerca del contenido de sus vídeos. Más tarde, las autoridades vietnamitas multaron al dueño del canal.
Debido a su altísimo número de visitas, algunos usuarios se han quejado de que estos canales están abusando al sistema mediante el empleo de bots o granjas de clics para inflar sus cifras de reproducciones; sin embargo esto no se ha podido demostrar.
En febrero de 2017, un artículo de The Verge mencionaba que "los vídeos de sketches mudos, protagonizados por adultos vestidos con disfraces y actuando de forma extraña se han convertido en una industria en expansión en la plataforma de vídeo online más importante del mundo", y que aunque muchos vídeos eran "pueriles, aunque inofensivos", otros incluían contenido más cuestionable como humor escatológico u otras situaciones violentas o sexuales. El artículo destacaba que la mayoría de vídeos se habían realizado con un presupuesto bajo y "un par de disfraces de Halloween", lo que los convertía en videos baratos de producir y que ha contribuido a su expansión. El artículo también atribuye su éxito al empleo frecuente de "preocupaciones Freudianas", que fascinan, entretienen o asustan a los niños pequeños, como "orinar, defecar, besarse, quedarse embarazada o la terrorífica idea de ir al médico a que te pongan una vacuna".
También en febrero, The Awl publicó un artículo acerca de Webs y Tiaras y canales similares, describiendo su contenido como "sin sentido y de pesadilla", y con títulos de los vídeos como "¡A Elsa de Frozen le salen PATAS DE GALLINA!", "¡A Elsa de Frozen le sale una BARRIGA DE CEREBRO!", "¡Elsa y Anna de Frozen DESTROZAN A SPIDERMAN!", "¡SANTA CLAUS MALVADO SECUESTRA a Elsa de Frozen y a Spiderman!" o "¡Elsa de Frozen TIRA a Spiderman por el WC!". El artículo mencionaba que los vídeos son "bastante retorcidos para ser contenido infantil: en algunos vídeos se ve a Elsa dando a luz, en otros Spiderman le inyecta a Elsa un líquido de un color vivo. Da la sensación de que las situaciones provienen de una película porno". La mayoría de los vídeos tienen la opción de dar a me gusta o no me gusta desactivada, con lo cual es imposible saber cuántos usuarios tienen interacciones con los vídeos. Muchos de ellos tienen cientos de comentarios sin sentido, algunos de ellos escritos por canales similares en lo que parece un intento de atraer más clics.
En marzo, la BBC publicó un artículo titulado "Los inquietantes vídeos de Youtube que están engañando a los niños". Este hablaba de una imitación de Peppa Pig en la que un dentista le extrae los dientes de forma dolorosa a Peppa, y un vídeo en que Peppa quema una casa con personas dentro. El artículo menciona también que existen "cientos" de vídeos similares, desde copias no autorizadas pero inofensivas de personajes animados a las que muestran contenido gore o que dan miedo.
El canal de noticias CTV News también habló en marzo de cómo están apareciendo imitaciones de series y películas infantiles populares en YouTube Kids con temática adulta: "En algunos casos, los vídeos tienen miniaturas aptas para niños, pero el vídeo puede ser totalmente diferente" y ser inadecuado para niños pequeños. El artículo indicaba que estos vídeos son "frecuentemente horribles de ver, e incluyen muchas escenas terroríficas con monstruos y sangre. Muchos de estos vídeos se adentran en terrenos oscuros, y muestran a personajes que a menudo son perseguidos, atacados o heridos de forma sangrienta".
El término Elsagate se acuñó en 2017. Durante el verano de dicho año fue un hashtag popular en Twitter, donde los usuarios informaban de la presencia de estos vídeos en YouTube y YouTube Kids. En Reddit se creó el hilo (r/Elsagate) el 23 de junio para hablar de este fenómeno y pronto atrajo a miles de usuarios.

### Descubrimiento de los vídeos Elsagate (2017-actualidad)

#### Noviembre de 2017
En noviembre de 2017, varios periódicos publicaron artículos acerca del canal de YouTube Toy Freaks, creado dos años antes por Greg Chism, un padre soltero. El canal tenía 8,53 millones de suscriptores y estaba entre los 100 canales con más reproducciones de YouTube, antes de que lo cerraran ese mes. En sus vídeos aparecían frecuentemente las hijas de Chism y en la mayoría de las ocasiones se mostraban asustadas y llorando.
Estos vídeos también se podían ver en plataformas de vídeo en China, donde YouTube está bloqueado, incluyendo Tencent, Youku y iQiyi. Tencent creó un equipo específico para revisar su plataforma de vídeo y en enero de 2018 había cerrado de forma permanente 121 cuentas y bloqueado más de 4000 palabras claves. El Ministerio de Seguridad Pública de China sugirió que los ciudadanos debían reportar estos vídeos inmediatamente.
Varias personas famosas, entre otros el rapero B.o.B0 y el cómico Joe Rogan, han puesto este problema en conocimiento.
El 4 de noviembre de 2017 el The New York Times publicó un artículo sobre los "alarmantes" vídeos que están burlando los filtros de YouTube que son perturbadores para los niños "bien por error o porque malos actores han encontrado la forma de engañar a los algoritmos de YouTube Kids". Dos días después, el autor James Bridle publicó un artículo en Medium titulado "Algo no va bien en Internet", en el que habla acerca de los "miles y miles de vídeos de este tipo". "Algo o alguien, o una combinación de personas están utilizando YouTube para asustar, traumatizar y maltratar a niños, de forma automática y a gran escala". Bridle también observó que este contenido tan confuso parece originarse al "superponer y entremezclar" varios tropos, personajes y palabras clave populares. A consecuencia de esto, incluso vídeos con actores reales empezaron a parecerse a contenido generado de forma automatizada, mientras que "las parodias obvias e incluso las copias más turbias" interactuaban con las "legiones de creadores de contenido que se adaptan al algoritmo" lo que ha hecho que sea imposible entender qué es qué. El 17 de noviembre, el creador de contenido Philip DeFranco publicó un vídeo acerca de "el increíble problema de YouTube con los niños".
The New York Times reportó que uno de los canales de YouTube en los que se muestran dibujos animados falsos, Super Zeus TV está relacionado con una página web, SuperKidsShop.com, registrada en Ho Chi Minh, Vietnam. Un empleado de Superkidsshop.com confirmó que sus socios estaban detrás de los vídeos, para los que contaban con "un equipo de aproximadamente 100 personas". Se ignoraron las peticiones posteriores de una entrevista.
El 22 de noviembre, BuzzFeed Noticias publicó un artículo acerca de estos vídeos en los que aparecen niños en situaciones abusivas. La información del artículo está basada en la investigación del periodista y activista por los derechos humanos Matan Uziel. Este informó al FBI acerca de estos vídeos.
El 23 de noviembre, el medio franco-canadiense Tabloïd publicó un vídeo acerca de Toy Monster, un canal relacionado con Webs and Tiaras. En él confrontaron a los creadores de los vídeos (residentes en la zona sur de la ciudad de Quebec), que declinaron ser entrevistados. Uno de los actores de los vídeos indicó de forma anónima que estaba obligado por contrato a no hablar con los medios. La investigación reveló que se estaba publicando contenido idéntico en numerosos canales, que al parecer operaba el mismo equipo.
El 28 de noviembre, Forbes presentó al Elsagate como un ejemplo de "la parte oscura de la era digital". El autor del artículo indicaba que "la colosal escala" del problema parecía indicar que el contenido para niños en YouTube se había convertido en "un monstro fuera de nuestro control" y que "es terrorífico imaginar a cuántos niños pequeños ha afectado [el Elsagate] de formas inimaginables".

#### 2020's
Se dice después el conflicto del 2017, el Elsagate todavía sigue vivo, no obstante, hay canales que suben videos de Videojuegos populares como Minecraft, Among Us, Poppy Playtime y etc.

## Efecto sobre los niños
Varios padres han expresado en el hilo /r/Elsagate en Reddit que temen que los vídeos traumaticen a los niños.
El profesor en pediatría Michael Rich, al que citaba el The New York Times, confirmó que estos vídeos son potencialmente dañinos para los niños, a los que podrían afectar incluso más ya que "personajes que los niños creen conocer y en los que confían" muestran un comportamiento impropio o violento.

## Respuesta de YouTube
En agosto de 2017 Youtube hizo públicas sus nuevas políticas de contenido y monetización. En una serie de intentos para desmonetizar vídeos controvertidos y ofensivos, se anunció que los creadores no podrían monetizar vídeos que "tengan un uso inapropiado de personajes de entretenimiento familiar". En noviembre del mismo año, también anunció que comenzaría a aplicar "una nueva política que restringe por edad el contenido en la aplicación principal de YouTube cuando se identificara".
La controversia se extendió a canales en los que no aparecían necesariamente personajes infantiles, sino niños de carne y hueso, que en ocasiones llevaban a cabo actividades inapropiadas o peligrosas bajo la supervisión de adultos. Como parte de una acción mayor, YouTube eliminó el canal Toy Freaks en el que aparecía un padre (Greg Chism) y sus dos hijas en situaciones potencialmente de maltrato. Los servicios de protección al menor de Illinois y Misuri investigaron a Chism por supuesto maltrato infantil. En diciembre de 2017, las autoridades anunciaron que Chism no tendría que afrontar cargos criminales. Antes de que fuera eliminado, el canal acumulaba más de 8,5 millones de suscriptores.
Los medios también revelaron que muchos vídeos en los que aparecían menores (y que frecuentemente publicaban los propios menores) habían atraído comentarios de pedófilos. Algunos de estos vídeos fueron monetizados. A consecuencia de la polémica, varios anunciantes importantes redujeron su inversión en YouTube.
El 22 de noviembre de 2017 Youtube anunció que había eliminado más de 50 canales y miles de vídeos que infringían sus nuevas políticas. El 27 de noviembre la compañía anunció en unas declaraciones a BuzzFeed Noticias que había "eliminado más de 270 cuentas y eliminado más de 150 mil vídeos, desactivado comentarios en más de 625 mil vídeos, en el punto de mira de depredadores infantiles" y "eliminado anuncios de más de 2 millones de vídeos y más de 50 mil canales de supuesto contenido de entretenimiento familiar". Un artículo de Forbes indicaba que se siguen pudiendo ver muchos vídeos problemáticos y que "el increíble volumen de vídeos que fueron eliminados de un plumazo de la plataforma demuestra que los algoritmos de YouTube fueron totalmente incapaces de proteger a niños pequeños".

## Motivación
La motivación en crear estos vídeos se desconoce, aunque The Verge apuntó a que los contenidos pueden ser fascinantes para los pequeños. Dado que muchos de los vídeos tienen millones de reproducciones y que incluyen anuncios, The New York Times sugirió que los vídeos tienen un fin lucrativo.
Otro motivo es el placer que sienten los depravados por dañar mentes infantiles que no los juzgan como lo haría un adulto.[cita requerida]